# Walter Berndt
Walter Berndt (* 22. November 1899 in Brooklyn, New York City; † 15. August 1979 in Port Jefferson) war ein US-amerikanischer Comiczeichner.

## Biographie
Berndt arbeitete beim New York Journal – erst als Bürobote, dann als Sport-Cartoonist. Er zeichnete für kurze Zeit den Cartoon And the Fun Begins und versuchte sich auch – weitgehend erfolglos – als Comiczeichner bei der Zeitung New York World. Ab 1922 veröffentlichte Berndt dann bei einem Syndikat. Sein Comic-Strip um den jugendlichen Büroboten Smitty, seinen kleinen Bruder Herby, die Freundin Ginny und seinem Boss Mr. Bailey als Nebenfiguren wurde über 50 Jahre in amerikanischen Zeitungen abgedruckt.

## Preise & Auszeichnungen (Auswahl)
- 1969: Reuben Award für Smitty